# Monasterio de Kazreti
El Monasterio de Kazreti |en idioma georgiano:კაზრეთის მონასტერი) es un complejo monástico. Ubicado en Georgia , región de Kvemo Kartli, distrito de Bolnisi, cerca de la ciudad de Kazreti, en las cercanías de Madneuli. El también conocido como monasterio de la Trinidad de Kazreti fue construido por el rey Lasha Jorge en el siglo XIII.
En 1956, el complejo Kazreti fue limpiado y restaurado por el Ministerio de Protección de Monumentos Culturales y Restauración del Ministerio de Cultura de Georgia, anteriormente, la iglesia estaba cubierta con una profundidad de un metro. Actualmente la Iglesia de la Trinidad Kazreti está restaurada y pintada en su interior y está bajo la supervisión de la Diócesis de Bolnisi sigue en activo para el culto.En 2006, la iglesia fue galardonada con una Categoría de Monumento inamovible de cultura de importancia nacional.

## Descripción
La iglesia de la Trinidad de Kazreti tiene una planta de forma de un rectángulo alargado que se ha construido del noreste al suroeste. Las fachadas muestrran una lujosa decoración que crea un marco de madera, tallado, una cruz, etc. La iglesia termina en la mitad oriental con un ábside profundo. Hay dos entradas en el norte y el oeste con portales. La entrada principal es la correspondiente al norte.
La segunda característica del plano arquitectónico se resolvió nuevamente en la parte este, en la pared adyacente, en lugar de dos puestos laterales, hay únicamente uno en el lado norte. En el sur hay una falsa bóveda en la pared del ábside. El interior del edificio no nos llegó en su forma original. El muro occidental está fortificado con muros adicionales. La catedral fue pintada al fresco, todavía se aprecian los restos de los Padres de la Iglesia y las figuras de los Apóstoles en el altar. También hay un ciclo con santos individuales.